# Fiat SB4 Eldridge "Mefistofele"
La Fiat SB4 Eldridge, meglio conosciuta come "Mefistofele", è un'automobile da competizione, pensata per la conquista di record velocistici e realizzata, nel 1924, da Ernest Eldridge.

## Il contesto
Nel 1922 il pilota John Duff stava gareggiando sul circuito di Brooklands, nella contea di Surrey, al volante di una vecchia Fiat SB4 del 1908 ormai al termine della propria carriera agonistica.
Durante la competizione uno dei cilindri esplose con violenza inaudita, tanto che lo stesso si liberò dal vincolo dell'albero motore e, distrutta la testata, prese il volo portando con sé il cofano e varie parti dell'automobile.
Il rottame venne acquistato da Ernest Eldridge con l'intenzione di farne una vettura da record, seguendo proprie fantasiose intuizioni, coerenti con la filosofia pionieristica del tempo che, almeno nel settore delle competizioni, sarebbe sopravvissuta per diversi altri decenni.

## La realizzazione

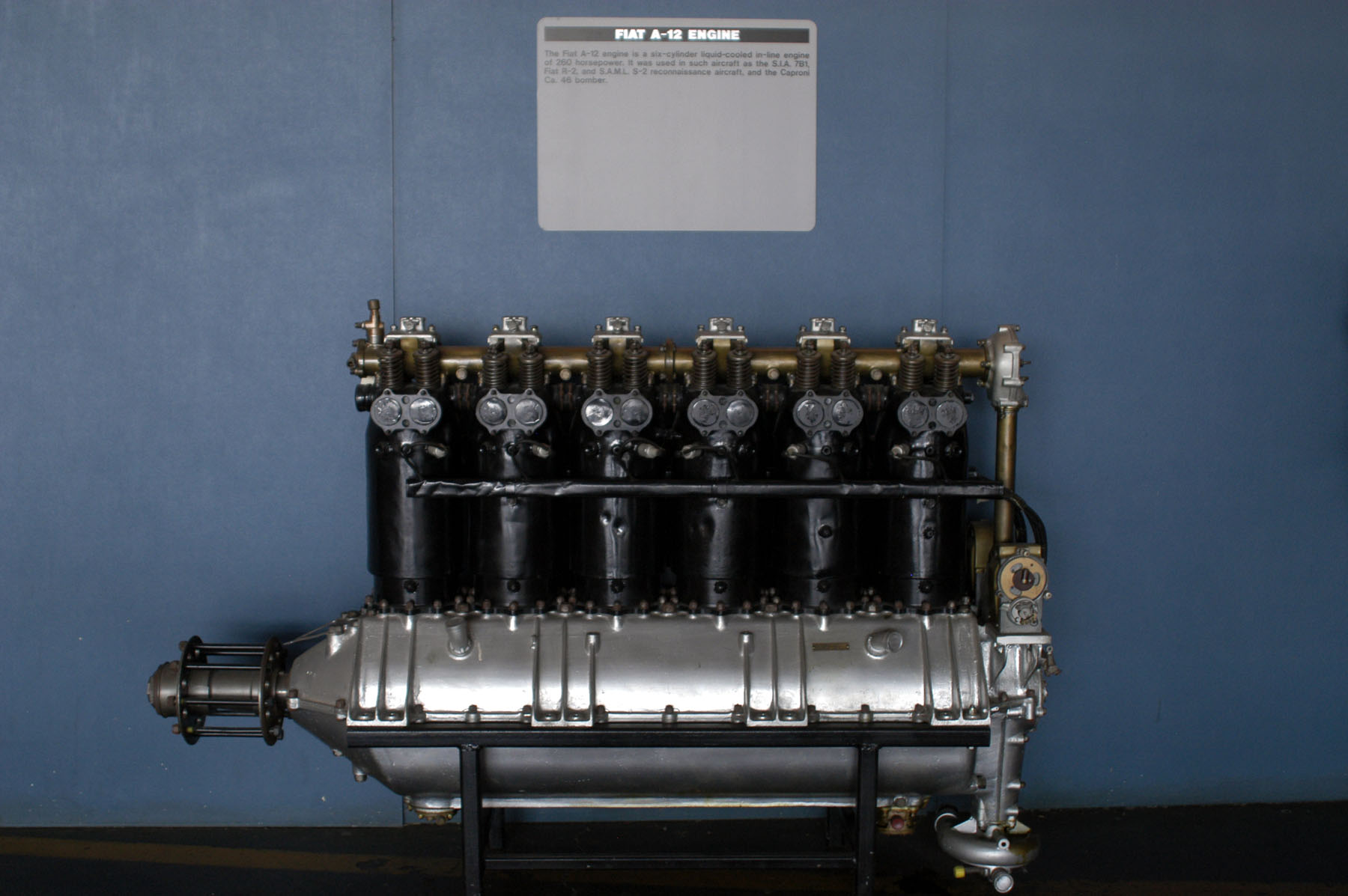
Motore aeronautico Fiat A.12

Eldridge pensò di installare a bordo della SB4 un propulsore aeronautico, impresa che aveva già tentato installando un motore da 20 litri su un'Isotta Fraschini. L'impresa andò a vuoto, poiché durante il tentativo di record fu costretto a fermarsi sulla soglia dei 163 km/h. Questa volta fu scelto un Fiat A.12 a sei cilindri in linea, dalla cilindrata di 21 706 cm³, dotandolo di varie migliorie al sistema di alimentazione, allo scopo di raggiungere la potenza di 320 CV.
Essendo quel propulsore troppo lungo per essere ospitato sotto il cofano dalla "SB4", si provvide ad allungare il telaio utilizzando parti strutturali prelevate dai rottami di un autobus.
La carrozzeria beneficiò dell'allungamento, risultando particolarmente filante e con una gradevole rastrematura della coda. Per il resto, l'impostazione tecnica rimase quella della primigenia "SB4" con trasmissione finale a doppia catena e freni posti unicamente sull'asse posteriore, che peraltro non agivano direttamente sulle ruote, ma sul differenziale, il che rendeva difficoltoso il suo arresto.

## Il record
Nel luglio del 1924, per battere il record mondiale di velocità sul km lanciato, si presentarono ad Arpajon la squadra René Thomas con la Delage, accreditata di 350 CV, e quella di Ernest Eldridge, con la Fiat SB4 Eldridge che, dal pubblico francese, venne subito ribattezzata Mefistofele, a causa del baccano infernale prodotto dall'enorme motore aeronautico con scarichi liberi.
Nonostante i pericolosi serpeggiamenti - causati dall'inadeguatezza di telaio, sospensioni e pneumatici alla potenza sviluppata - Eldridge riuscì a portare la "Mefistofele" alla velocità di 230,55 km/h, ovvero oltre il precedente record.
Dietro reclamo della squadra avversaria, tuttavia, la prestazione non venne omologata in quanto la "Mefistofele" era sprovvista della retromarcia, come invece prevedeva il regolamento. Inoltre, il giorno seguente, René Thomas riuscì a portare la propria Delage V12 alla velocità di 230,63 km/h; record che, questa volta, venne regolarmente omologato.
Il primato durò appena sei giorni, il tempo strettamente necessario a Eldridge per una migliore messa a punto del motore e per aggiungere un marchingegno che permettesse alla sua vettura una minimale retromarcia. Ripresentatasi sul rettifilo della Route d'Orléans, 12 luglio 1924, la "Mefistofele" innalzò nuovamente il record mondiale di velocità a 234,97 km/h. Fu l'ultimo primato mondiale sul chilometro lanciato a essere conseguito su una strada pubblica.

## Gli anni successivi
Nei mesi successivi Eldridge partecipò con la Mefistofele ad alcune altre gare automobilistiche, finché nel 1925 decise di vendere l'auto al pilota francese LCGM Le Champion.
In seguito a un restauro il colore nero originale è stato sostituito dal rosso corsa caratteristico delle auto italiane, e l'auto è oggi esposta al Centro storico Fiat di Torino. Ancora oggi non è stato possibile capire con esattezza il tipo di marchingegno che consentiva alla vettura di fare retromarcia durante la gara di Arpajon, dal momento che questo non è più presente nella vettura esposta al museo.